# Comuna Bilotîn, Izeaslav
Bilotîn (în ucraineană Білотин) este o comună în raionul Izeaslav, regiunea Hmelnîțkîi, Ucraina, formată din satele Bilotîn (reședința), Komînî și Pivneva Hora.

## Demografie
Componența lingvistică a comunei Bilotîn
     Ucraineană (96,88%)
     Rusă (2,64%)
     Alte limbi (0,48%)
Conform recensământului din 2001, majoritatea populației comunei Bilotîn era vorbitoare de ucraineană (96,88%), existând în minoritate și vorbitori de rusă (2,64%).